# Nhật thực trên Mặt Trăng

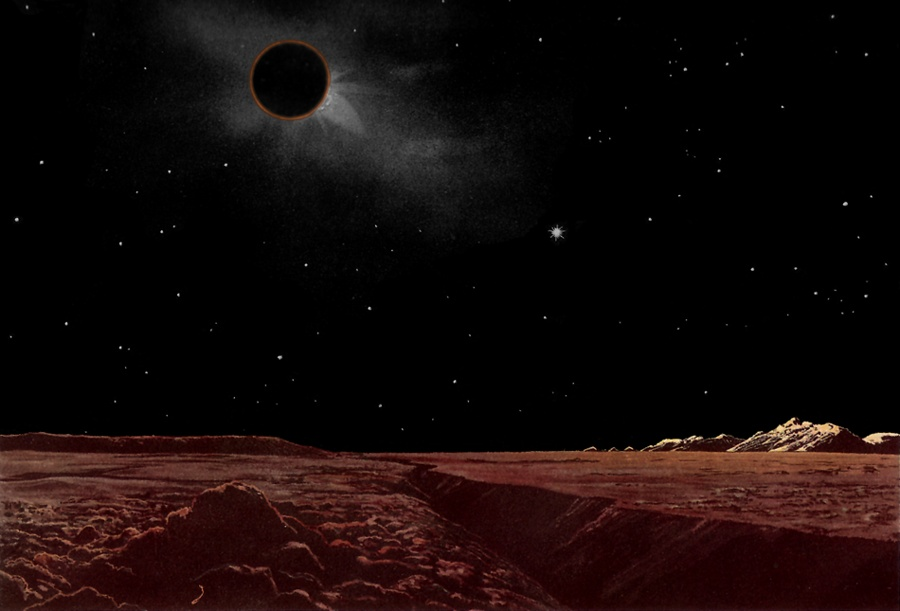
Tranh của Lucien Rudaux, cho thấy nhật thực trông như thế nào khi được nhìn từ bề mặt của Mặt Trăng.

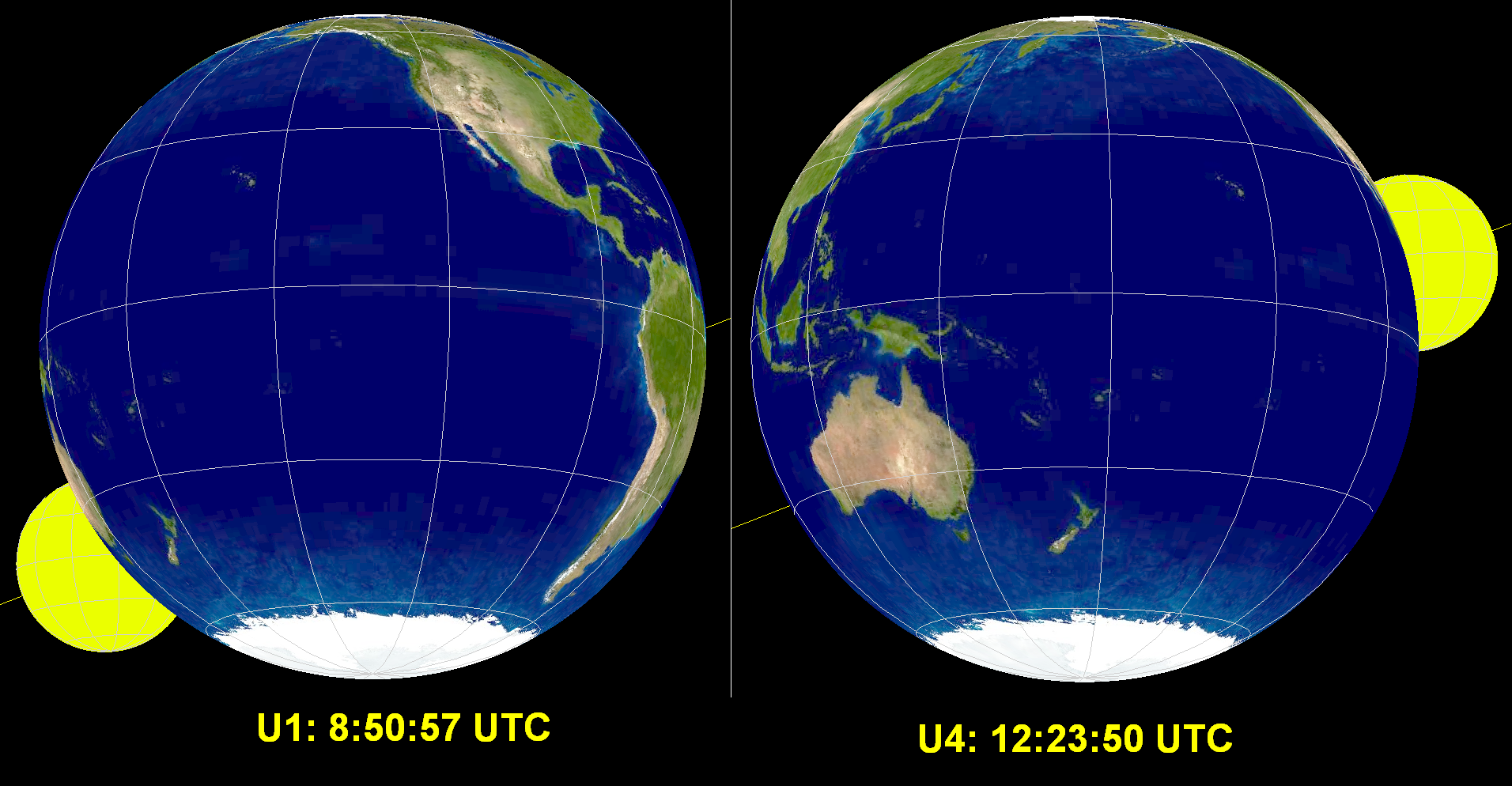
Mô phỏng bắt đầu và kết thúc của nguyệt thực ngày 28 tháng 8 năm 2007, nhìn từ trung tâm của Mặt Trăng.

Nhật thực trên Mặt Trăng được tạo ra khi Trái Đất đi qua giữa Mặt Trăng và Mặt Trời, chặn ánh sáng của Mặt Trời chiếu tới Mặt Trăng. Người xem trên Trái Đất sẽ thấy nguyệt thực.
Nhật thực chỉ được nhìn thấy trong toàn bộ nửa Mặt Trăng quay về phía Trái Đất và các phần nhỏ hơn của nửa kia Mặt Trăng, nơi chỉ có thể thấy được Trái Đất do sự đung đưa của Mặt Trăng. Tại những khu vực này cho tới những nơi xa nhất của nửa quay về Trái Đất của Mặt Trăng, nhật thực có thể được thấy khi mặt trời mọc và mặt trời lặn, nhưng chủ yếu không thấy được ở các vùng cực của Mặt Trăng.
Khi Mặt Trăng quay quanh Trái Đất trên quỹ đạo, Trái Đất quay tại chỗ gần 24 giờ, nhưng vị trí của nó trên bầu trời Mặt Trăng là không thay đổi. Điều này là trái ngược với một số mặt trăng hoặc vệ tinh khác quay quanh các hành tinh hoặc hành tinh lùn và một vài các tiểu hành tinh, ngay cả trong hệ Mặt Trời nhưng rất hiếm ở phần ngoài của hệ Mặt Trời.

## Thời gian
Không giống như trong một khu vực trên Trái Đất nhìn thấy nguyệt thực dài nhất lên chỉ đến 2,5 giờ, bóng của Trái Đất đổ lên Mặt trăng kéo dài hơn 5,5 giờ khi dài nhất. Một số nhật thực trên Mặt Trăng kéo dài khoảng 5 giờ trong một khu vực khi bóng của Trái Đất kéo dài trong hơn 6 giờ.
Một số nhật thực kéo dài hơn khi Trái Đất ở khoảng cách gần hơn một chút (khi đó trên Trái Đất, Mặt Trăng được nhìn thấy với đường kính biểu kiến của nó lớn hơn Mặt Trời), một số nhật thực ngắn hơn khi Trái Đất hơi xa hơn một chút (khi đó trên Trái Đất, Mặt Trăng được nhìn thấy với đường kính biểu kiến hơi nhỏ hơn mặt trời).